# Dean Herridge
 (avril 2016).
Dean Herridge, né le 23 août 1976, est un pilote de rallyes australien.

## Biographie
Il commence sa carrière en sport mécanique en 1993, à 17 ans.
Il devient pilote d'usine pour Subaru en 2002 lors du rallye d'Australie, conservant cette fonction jusqu'en 2006.
Il participe à 18 épreuves du WRC entre 1995 et 2006, terminant 8e de son rallye national cette même année sur Subaru Impreza WRX STi avec son compatriote  Bill Hayes pour navigateur, et remportant le Groupe N en Nouvelle-Zélande en 2004.
En 2008 et 2009 il dispute le championnat de Chine pour Subaru China, terminant de la sorte sa carrière internationale.  

## Palmarès

### Titres
- Première Coupe du Pacifique des rallyes,  en 2008 sur Subaru Impreza WRX STi (copilote son compatriote Cris Murphy);
- Champion de Chine des rallyes, en 2008 (idem);
- Double Champion d'Australie en catégorie 2L. des rallyes, en 1997 et 1998 sur Hyundai;
- Deux Coupes des pilotes privés du championnat d'Australie des rallyes, en  2000 et 2001 sur Subaru;
- Vainqueur du championnat australien Traga, en 2011 sur Subaru;
  - Vice-champion d'Australie des rallyes, en 2005;
  - 3e du championnat d'Australie des rallyes, en 2006 et 2007 (équipage privé);

(nb: Robert Herridge est champion d'Australie des rallyes en 1990 et 1991)

### Victoire en APRC
- Rallye de Canberra: 2004.